# Geoff Huegill
Geoffrey Andrew Huegill (Gove (Noordelijk Territorium), 4 maart 1979) is een Australische zwemmer. Hij vertegenwoordigde zijn vaderland op de Olympische Zomerspelen 2000 in Sydney en op de Olympische Zomerspelen 2004 in Athene. Na de Spelen in Athene beëindigde Huegill zijn carrière, in het voorjaar van 2009 keerde hij echter weer terug in de actieve wedstrijdsport.

## Carrière
De pupil van trainer-coach Ken Wood maakte in 1997 zijn internationale debuut bij de wereldkampioenschappen kortebaan (25 meter) in Göteborg. Huegill, bijgenaamd Skippy en lid van zwemclub Redcliffe Leagues, begon zijn carrière als rugslagzwemmer. In Göteborg sleepte hij de zilveren medaille op de 100 meter vlinderslag in de wacht, op de 4x100 meter wisselslag veroverde hij samen met Adrian Radley, Phil Rogers en Michael Klim de wereldtitel op de 4x100 meter wisselslag.
Op de wereldkampioenschappen zwemmen 1998 in Perth legde Huegill beslag op de bronzen medaille op de 100 meter vlinderslag. Samen met Matt Welsh, Phil Rogers en Chris Fydler zwom hij in de series van de 4x100 meter wisselslag, in de finale werd hij vervangen door Michael Klim. Klim veroverde samen met Welsh, Rogers en Fydler de wereldtitel, voor zijn aandeel in de series ontving Huegill eveneens de gouden medaille. Tijdens de Gemenebestspelen 1998 in Kuala Lumpur sleepte de Australiër de gouden medaille in de wacht op de 100 meter vlinderslag, op de 4x100 meter wisselslag legde hij samen met Adrian Radley, Simon Cowley en Michael Klim beslag op de gouden medaille.
In Hongkong nam Huegill deel aan de wereldkampioenschappen kortebaanzwemmen 1999, op dit toernooi eindigde hij als vierde op de 100 meter vlinderslag. Op de Pan Pacific kampioenschappen zwemmen 1999 in Sydney veroverde de Australiër de zilveren medaille op de 100 meter vlinderslag, slechts 0,02 seconde achter winnaar Michael Klim. In de aanloop naar de Olympische Spelen verbeterde hij tijdens de Australische kampioenschappen zwemmen het wereldrecord op de 50 meter vlinderslag. Tijdens de Spelen sleepte hij de bronzen medaille in de wacht op de 100 meter vlinderslag, samen met Matt Welsh, Regan Harrison en Michael Klim legde hij op de 4x100 meter wisselslag beslag op het zilver.

### 2001-2004
In Fukuoka nam Huegill deel aan de wereldkampioenschappen zwemmen 2001, op dit toernooi werd hij de eerste wereldkampioen op de 50 meter vlinderslag en veroverde hij de bronzen medaille op de 100 meter vlinderslag. Op de 4x100 meter wisselslag sleepte hij samen met Matt Welsh, Regan Harrison en Ian Thorpe de wereldtitel in de wacht.
Op de wereldkampioenschappen kortebaanzwemmen 2002 in Moskou veroverde de Australiër de wereldtitel op zowel de 50 als de 100 meter vlinderslag, samen met Jim Piper, Adam Pine en Ashley Callus legde hij beslag op de zilveren medaille op de 4x100 meter wisselslag. Tijdens de Gemenebestspelen 2002 in Manchester sleepte Huegill de gouden medaille in de wacht op zowel de 50 als de 100 meter vlinderslag, op de 4x100 meter wisselslag veroverde hij samen met Matt Welsh, Jim Piper en Ian Thorpe de gouden medaille. In Yokohama nam de Australiër deel aan de Pan Pacific kampioenschappen zwemmen 2002, op dit toernooi legde hij op de 100 meter vlinderslag beslag op de zilver medaille. Samen met Matt Welsh, Jim Piper en Ian Thorpe sleepte hij de zilveren medaille in de wacht op de 4x100 meter wisselslag.
Op de wereldkampioenschappen zwemmen 2003 in Barcelona eindigde Huegill als vierde op de 50 meter vlinderslag, op de 100 meter vlinderslag werd hij uitgeschakeld in de series. Tijdens de Olympische Zomerspelen van 2004 in Athene eindigde de Australiër als achtste op de 100 meter vlinderslag. Na de Spelen beeïndigde hij zijn carrière.

### Comeback
Op 12 november 2008 kondigde Huegill zijn terugkeer in de actieve wedstrijdsport aan. Na zijn afscheid na de Olympische Zomerspelen van 2004 had hij flink geworsteld met zijn gewicht. Voor zijn comeback was hij al enkele tientallen kilo's afgevallen, hij woog maximaal 138 kilogram. Hij werd lid van de SOPAC Swim Club en ging onder leiding van Grant Stoelwinder trainen met als doel zich te kwalificeren voor de Gemenebestspelen 2010 in Delhi.
Tijdens de Australische kampioenschappen zwemmen 2010 in Sydney wist Huegill dankzij zijn winst op de 50 meter vlinderslag zich te kwalificeren voor zowel de Pan Pacific kampioenschappen zwemmen 2010 als de Gemenebestspelen 2010. Op de PanPacs in Irvine eindigde de Australiër als vierde op de 50 meter vlinderslag en als vijfde op de 100 meter vlinderslag, op de 4x100 meter wisselslag legde hij samen met Ashley Delaney, Christian Sprenger en Kyle Richardson beslag op de bronzen medaille. Tijdens de Gemenebestspelen in Delhi veroverde Huegill eerst de zilveren medaille op de 50 meter vlinderslag, achter de Keniaan Jason Dunford. Op de vijfde dag van het zwemtoernooi liet hij zijn comeback volledig slagen door de gouden medaille voor zich op te eisen op de 100 meter vlinderslag, Huegill verbeterde tevens zijn tien jaar oude persoonlijke record. Samen met Ashley Delaney, Brenton Rickard en Eamon Sullivan sleepte hij, op de slotdag van het toernooi, de gouden medaille in de wacht op 4x100 meter wisselslag. In Dubai nam de Australiër deel aan de wereldkampioenschappen kortebaanzwemmen 2010, op dit toernooi eindigde hij als vijfde op de 50 meter vlinderslag en strandde hij in de halve finales van de 100 meter vlinderslag. Op de 4x100 meter wisselslag eindigde hij samen met Benjamin Treffers, Brenton Rickard en Matt Abood op de vijfde plaats.
Op de wereldkampioenschappen zwemmen 2011 in Shanghai veroverde Huegill, tien jaar na zijn wereldtitel, de bronzen medaille op de 50 meter vlinderslag, op de 100 meter vlinderslag eindigde hij op de achtste plaats. Samen met Hayden Stoeckel, Brenton Rickard en James Magnussen sleepte hij de zilveren medaille in de wacht op de 4x100 meter wisselslag.

## Internationale toernooien
| Jaar                                                     | Olympische Spelen                    | WK langebaan                                                        | WK kortebaan                                                 | PanPacs                                                      | Gemenebestspelen                                       |
| -------------------------------------------------------- | ------------------------------------ | ------------------------------------------------------------------- | ------------------------------------------------------------ | ------------------------------------------------------------ | ------------------------------------------------------ |
| 1997                                                     |                                      |                                                                     | 100m vlinderslag · 4x100m wisselslag                         | geen deelname                                                |                                                        |
| 1998                                                     |                                      | 100m vlinderslag · 4x100m wisselslag · Huegill zwom enkel de series |                                                              |                                                              | 100m vlinderslag · 4x100m wisselslag                   |
| 1999                                                     |                                      |                                                                     | 4e 100m vlinderslag                                          | 100m vlinderslag                                             |                                                        |
| 2000                                                     | 100m vlinderslag · 4x100m wisselslag |                                                                     | geen deelname                                                |                                                              |                                                        |
| 2001                                                     |                                      | 50m vlinderslag · 100m vlinderslag · 4x100m wisselslag              |                                                              |                                                              |                                                        |
| 2002                                                     |                                      |                                                                     | 50m vlinderslag · 100m vlinderslag · 4x100m wisselslag       | 100m vlinderslag · 4x100m wisselslag                         | 50m vlinderslag · 100m vlinderslag · 4x100m wisselslag |
| 2003                                                     |                                      | 4e 50m vlinderslag 13e 100m vlinderslag                             |                                                              |                                                              |                                                        |
| 2004                                                     | 8e 100m vlinderslag                  |                                                                     | geen deelname                                                |                                                              |                                                        |
|                                                          |                                      |                                                                     |                                                              |                                                              |                                                        |
| Van 2005 tot en met 2008 was Huegill gestopt met zwemmen |                                      |                                                                     |                                                              |                                                              |                                                        |
|                                                          |                                      |                                                                     |                                                              |                                                              |                                                        |
| 2009                                                     |                                      | geen deelname                                                       |                                                              |                                                              |                                                        |
| 2010                                                     |                                      |                                                                     | 5e 50m vlinderslag 15e 100m vlinderslag 5e 4x100m wisselslag | 4e 50m vlinderslag · 5e 100m vlinderslag · 4x100m wisselslag | 50m vlinderslag · 100m vlinderslag · 4x100m wisselslag |
| 2011                                                     |                                      | 50m vlinderslag · 8e 100m vlinderslag · 4x100m wisselslag           |                                                              |                                                              |                                                        |

## Persoonlijke records
Bijgewerkt tot en met 24 juli 2011

### Kortebaan
| Afstand          | Tijd  | Datum            | Plaats    |
| ---------------- | ----- | ---------------- | --------- |
| 50m vlinderslag  | 22,50 | 21 november 2009 | Singapore |
| 100m vlinderslag | 50,47 | 22 november 2009 | Singapore |

### Langebaan
| Afstand          | Tijd  | Datum          | Plaats   |
| ---------------- | ----- | -------------- | -------- |
| 50m vlinderslag  | 23,26 | 24 juli 2011   | Shanghai |
| 100m vlinderslag | 51,69 | 8 oktober 2010 | Delhi    |